# Iglesia de San Juan Bautista (Murcia)
La iglesia de San Juan Bautista de Murcia (Región de Murcia, España), es una de las parroquias tradicionales del centro histórico de la ciudad, concretamente del barrio de San Juan al que da nombre. El inmueble actual, edificado entre 1750 y 1777, es una transición entre el típico barroco murciano y los primeros elementos neoclásicos que se desarrollaron en Murcia. En su interior destaca un rico patrimonio en retablos y esculturas.

## Historia
La Iglesia de San Juan Bautista existe en Murcia desde tiempos medievales con el nombre de San Juan del Real y posteriormente San Juan del Rabal al servir de parroquia del arrabal cristiano que se desarrolló en el antiguo meandro de la Condomina.
Su origen está ligado al primer contingente de población castellana que se instaló en Murcia tras el tratado de Alcaraz de 1243, los cuales se asentaron en el Alcázar Mayor y en terrenos adyacentes extramuros, dando lugar al arrabal llamado en un principio como Murcia la nueva (mientras que la medina permaneció en manos musulmanas según lo acordado en el referido tratado). Estaríamos por tanto ante el primer templo cristiano de Murcia (junto a la capilla del Alcázar), constando documentalmente su cesión a la Orden de San Juan por parte del Infante Alfonso de Castilla (futuro Alfonso X) en 1248.
Tras la conquista definitiva de la ciudad en 1266, con la intervención de Jaime I de Aragón para sofocar la revuelta mudéjar (que según la tradición acampó en las proximidades de San Juan durante el asedio), el traslado de la población cristiana al interior de la medina supuso una relativa despoblación del arrabal, aunque no llegó a quedar abandonado, ya que hay noticias documentales sobre la iglesia de San Juan del Real en 1272 y 1285.
La iglesia cambió su nombre por el de San Juan Bautista con motivo de su reconstrucción en el siglo XVIII, en donde participaron importantes mecenas como el conde de Floridablanca (cuyo padre fue enterrado en la iglesia) y el obispo Manuel Rubín de Celis, cuyo retrato aparece en la sacristía.
En la II República fueron trasladados a ella los restos del conde de Floridablanca procedentes de Sevilla, descansando hoy en la parroquia. 
Durante la Guerra Civil fue utilizada como cárcel, salvando gran parte de su patrimonio gracias a la acción de la Junta de Protección del Patrimonio Artístico de Murcia que creó el alcalde socialista Fernando Piñuela. 
En 1943 se creó en ella la Hermandad de Esclavos de Nuestro Padre Jesús del Rescate y María Santísima de la Esperanza que posee uno de los titulares más venerados de la ciudad, desfilando en procesión durante la tarde del Martes Santo.
En 1983, la parroquia de San Juan Bautista fue declarada Bien de Interés Cultural.

## Arquitectura
Planta
Su planta es de cruz latina con una sola nave, cubierta con bóveda de cañón ligeramente apuntada, a la que se abren capillas laterales comunicadas entre sí, cúpula en el crucero, profundo presbiterio semicircular y coro alto a los pies de la iglesia. Las capillas laterales se comunican por arcos de medio punto que se abren en los muros de los costados. Pilastras con capiteles de estilo compuesto sostienen el entablamento que rodea los muros interiores.
En la nave derecha del crucero se abre la Capilla del Cristo del Rescate, de planta rectangular.
El coro, situado a los pies de la iglesia, tiene acceso desde la base de la torre izquierda, y a su vez desde el coro se accede a la torre derecha así como a las galerías laterales situadas encima de las capillas a uno y otro lado de la nave principal. En el hueco central de la galería superior izquierda se encuentra un órgano.
Fachada

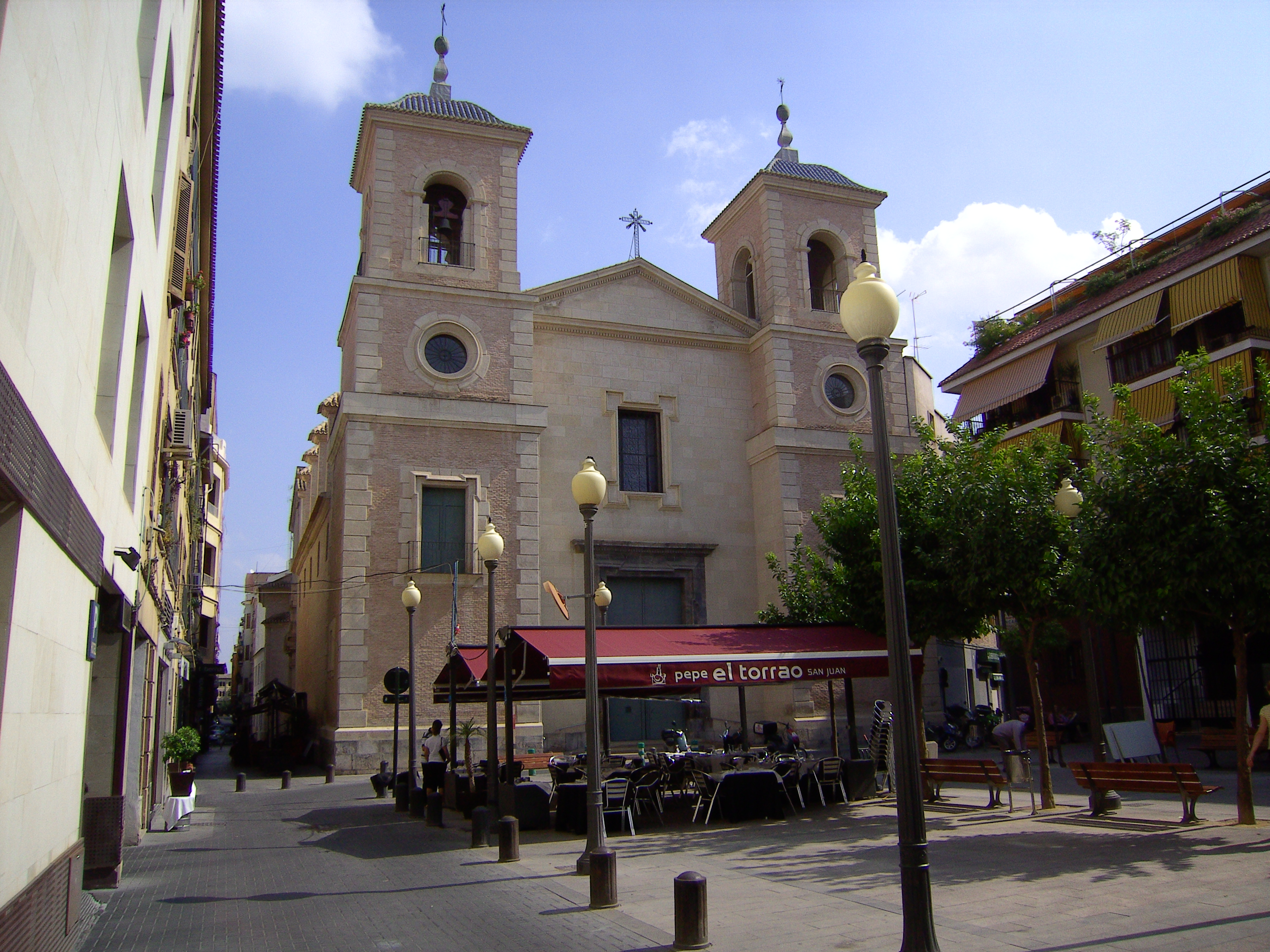
Fachada principal, desde la plaza de San Juan

Al exterior, la iglesia presenta una fachada flanqueada por dos torres gemelas. El paño central alberga la portada sobre la que se abre un gran ventanal, rematándose con un frontón triangular. La portada se estructura con sencillas pilastras sobre las que corre un arquitrabe, dando la única nota diferencial los materiales de distinta coloración empleados en los elementos arquitectónicos. La característica dominante en el conjunto es la desornamentación propia del estilo neoclásico, estando así ante una de las primeras muestras en la ciudad de Murcia, atribuida a Ventura Rodríguez, aunque en ella participó el escultor Pedro Juan Guissart.
Decoración interior
La decoración interior de la iglesia es sencilla, con predomino de la cornisa, desde la cual arrancan las bóvedas. También hay decoraciones de cenefas que remarcan la estructura del templo.

## Patrimonio
En el altar mayor nos encontramos con un tabernáculo (1789), obra neoclásica de Lorenzo Alonso, levantado en el centro del crucero, cuyas columnas sostienen una cupulilla que en origen cobijaba una lujosa custodia donada por Floridablanca, pero que tras su desaparición pasó a ocupar la imagen de San Juan Bautista, obra de Antonio Dupar (escultor afincado en Murcia entre 1728 y 1731), imagen de gran percepción formal y estética clasicista, bien diferente de la escultura tradicional desarrollada en Murcia, expresando una nueva concepción de este arte que heredará Francisco Salzillo.

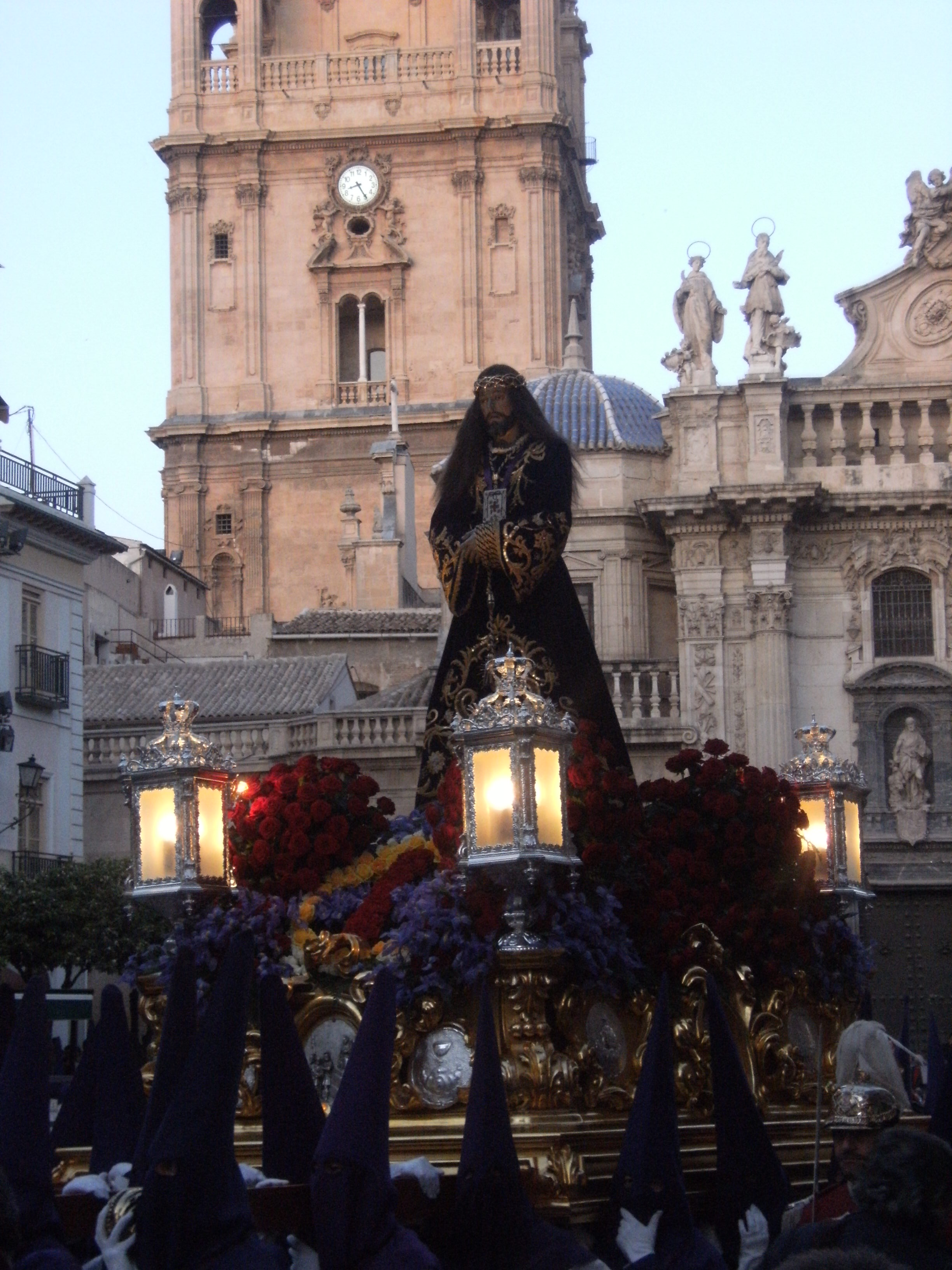
Nuestro Padre Jesús del Rescate en su paso procesional

El tabernáculo tiene planta circular con ocho grandes columnas corintias de mármol rojo y basas de bronce que soportan el rico cornisamento de mármol negro veteado, con decoración de querubines en el friso y sobre el anillo que lo bordea ancha moldura dorada que sirve de asiento a una cúpula peraltada de sección elíptica, segmentada por fajas que forman ocho casquetes revestidos de mármol blanco. Un grupo de ángeles sobre nubes sosteniendo la cruz lo remata, obra de Pedro Juan Guissart.
Otras obras importantes que guarda San Juan Bautista son el grupo del Calvario, con las imágenes del Cristo de la Agonía, Dolorosa y San Juan obra de Roque López, discípulo predilecto de Francisco Salzillo. La obra de Roque López, aún en el tema pasionario, está muy próxima a los modelos del maestro y en especial a la colaboración que mantuvo con él en los años de aprendizaje en el taller. La cabeza del Cristo de la agonía parece ser que la hizo Francisco Salzillo y la termina Roque López. Esta obra en realidad se hizo para el Convento de la Trinidad, desaparecido tras la desamortización de Mendizábal y ubicado en el solar que hoy ocupa el Museo de Bellas Artes de la ciudad Murcia.
Santa María de la Cabeza (1748) es obra de Juan Porcel, otro discípulo de Francisco Salzillo. La figura mantiene los rasgos físicos heredados de Salzillo y los ropajes con motivos florales nos recuerdan la estofa salzillesca.
San Isidro Labrador, atribuida a Francisco Salzillo por Cristóbal Belda Navarro y otros estudiosos y a Nicolás de Bussy por Mª Carmen Sánchez Rojas. El santo está representado en el momento más popular de su iconografía, el de hacer brotar el agua de la roca con la vara.
La imagen más venerada del templo es la del Cristo del Rescate, anónimo del siglo XVII procedente también del Convento de la Trinidad. Recorre las calles del barrio de San Juan y de la ciudad en su procesión del Martes Santo. La otra imagen de la cofradía, la Virgen de la Esperanza, es de José Sánchez Lozano (1948).